# كوكويست (ساسكاتشوان)
كوكويست (بالإنجليزية: Conquest, Saskatchewan)‏ هي قرية تقع في كندا في ساسكاتشوان. يقدر عدد سكانها بـ 176 نسمة .